# Light rail

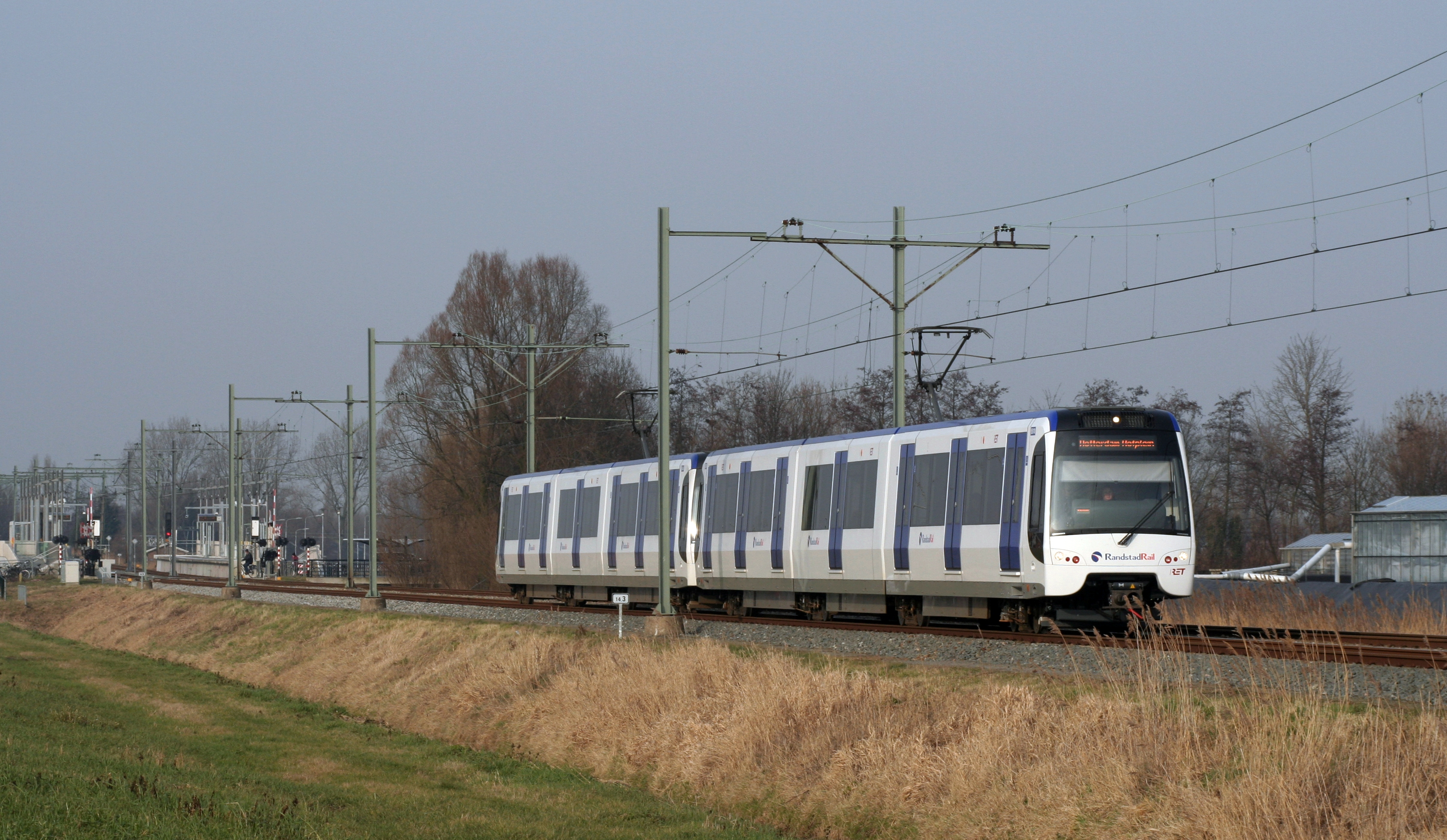
A RandstadRail Hágában

A Light rail (tükörfordításban: könnyű vasút) a városi vasúti személyszállítás egyik formája, amelyet a villamos és a metró kombinációi jellemeznek. Míg gördülőállománya jobban hasonlít a hagyományos villamoséra, attól nagyobb befogadóképességű és sebességű, de kisebb, mint egy normál metrórendszerű szerelvény kapacitása.
Nincs egységes meghatározása, de az Egyesült Államokban (ahol a terminológiát az 1970-es években megalkották a könnyűvasút mérnöki kifejezéséből) a light rail elsősorban a forgalomtól elválasztott módon közlekedik, és különálló villamoskocsikat, vagy több egységből álló motorvonatokat használ, ellentétben egy hosszú fővasúti személyvonattal vagy metrórendszerrel.
A light rail hálózatok egy részét premetrónak is nevezik. Több light rail hálózat inkább villamos jellegű, és részben az utcákon üzemel. A light rail rendszerek az egész világon megtalálhatóak. Az utóbbi években különösen népszerűek alacsonyabb tőkeigényük és a hagyományos vasúti rendszerekhez képest nagyobb megbízhatóságuk miatt.
A Utah Transit Authority TRAX egykor az egyik leggyorsabban növekvő light rail rendszer volt az Amerikai Egyesült Államokban. A londoni Docklands Light Railwayt a Transport for London üzemelteti. A Calgary CTrain rendszere Észak-Amerikában a második legforgalmasabb a Guadalajarai könnyűvasút után és Torontói könnyűvasút előtt.

## Nyomtávolság
Történelmileg az alkalmazott nyomtávolságok jelentős eltéréseket mutattak, a keskeny nyomtávolság sok korai rendszerben gyakori volt. Azonban a legtöbb light rail rendszer ma már normál nyomtávolságot használ. A szabványos nyomtávolság fontos előnye, hogy szabványos vasúti karbantartó berendezések is használhatóak rajta, nem pedig egyedi gyártású gépek. A szabványos nyomtáv használata lehetővé teszi a könnyűvasúti járművek szállítását vagy mozgatását is kényelmesen, ugyanazokat a vágányokat használva, mint a normál vasúti járművek. A normál nyomtávot előnyben részesítő másik tényező, hogy az akadálymentesítés törvényei kötelezővé teszik az alacsony padlós járművek használatát, és általában nincs elegendő hely a kerekes székek számára a keskeny nyomtávú járművek kerekei között a mozgáshoz. Ezenkívül a normál nyomtávú járművek átmenetileg vagy véglegesen átválthatók a különböző hálózatok között, és az újonnan épített és használt normál nyomtávú járművek megvásárlása általában olcsóbb, mivel több vállalat kínál eladásra ilyen járműveket.

## Építési és üzemeltetési költségek
A light rail építésének költségei nagyban változnak, nagyrészt az alagutak és a szükséges emelt szerkezetek (állomások, hidak, magasban vezetett vasúti pálya...) mennyiségétől függően. Az észak-amerikai light rail projektek felmérése azt mutatja, hogy a legtöbb LRT rendszer költségei mérföldenként 15 és 100 millió dollár között mozognak. Seattle új light rail rendszere messze a legdrágább az Egyesült Államokban a  179 millió dollár/mérföld költségével, mivel kiterjedt alagútépítésekre is szükség volt rossz talajviszonyok között, továbbá magasított szakaszokat és mélyállomásokat is építettek, amelyek akár 55 m mélyen a talajszint alatt vannak. Ennek eredményeként az építési költsége inkább egy metróvonal, mint egy light rail vonal építési költségeihez közelít. A skála másik végén négy rendszer (Baltimore, Maryland; Camden, New Jersey; Sacramento, Kalifornia; Salt Lake City, Utah) található,  mérföldenként kevesebb mint 20 millió dollár építési költséggel. Az Egyesült Államok egészében, Seattle kivételével, az új light rail építési költsége átlagosan 35 millió dollár/mérföld.
Összehasonlításképpen: egy autópálya sávbővítése két irányban általában 1,0–8,5 millió dollárba kerül sávmérföldenként, átlagosan 2,3 millió dollárba. Az autópályákat azonban gyakran külvárosokban vagy vidéken építik, míg a light rail inkább a városi területekre koncentrálódik, ahol az útjog és az ingatlanszerzés drága. Hasonlóképpen, a legdrágább amerikai autópálya-bővítési projekt a "Big Dig" volt Bostonban, Massachusettsben, sávmérföldenként 200 millió dollárba került, összköltsége 14,6 milliárd dollárt ért el. Egy light rail pálya óránként akár 20 000 embert is képes szállítani, szemben egy autópálya sávval, ahol óránként 2000–2200 jármű közlekedik (autónként egy-két fővel). Például Bostonban és San Franciscóban a light rail vonalak csúcsidőben óránként 9600-13 100 utast szállítanak.
Az autópálya-bővítés és az LRT-építés kombinálása költségeket takaríthat meg az autópálya-fejlesztések és a vasútépítés egyidejű végrehajtásával. Például a denveri közlekedési bővítési projektje újjáépítette a 25-ös és a 225-ös államközi autópályákat, és öt év alatt 1,67 milliárd dollár összköltséggel egy light rail-bővítést is hozzáadott. Az autópálya fejlesztésének 17 mérföldjének (27 km) és a kétvágányú light rail 19 mérföldjének (31 km) építési költsége autópálya sávmérföldenként 19,3 millió dollárra, LRT vágány mérföldenként pedig 27,6 millió dollárra rúgott. A projekt a tervezett költségvetési keret alatt maradt, és 22 hónappal az ütemterv előtt elkészült.
Az LRT költséghatékonysága drámai módon javul, mivel az utazószám növekszik, amint az a fenti számokból is kitűnik: ugyanaz a vasútvonal, hasonló tőke- és üzemeltetési költségekkel, sokkal hatékonyabb, ha óránként 20 000 embert szállít, mint ha csak 2400-at. A calgary-i (Alberta, C-vonat) számos közös light rail technikát alkalmazott a költségek alacsony szinten tartása érdekében, ideértve a földalatti- és a magas vezetésű vágányok minimalizálását, a tranzit utak buszokkal való megosztását, a nagyvasúttól való pályakapacitás bérlését, valamint az LRT építés és az autópálya-bővítés ötvözését. Ennek eredményeként Calgary a skála olcsóbb vége felé tart, tőkeköltsége körülbelül 24 millió dollár/mérföld.
Calgary LRT-fajtája azonban jóval magasabb, mint bármelyik hasonló amerikai kisvasúti rendszeré, heti 300 000 utast számlál, és ennek következtében tőkehatékonysága is jóval magasabb. Tőkeköltségei egyharmadát tették ki a San Diego Trolley-nak, amikor egy hasonló méretű amerikai rendszer épült ugyanabban az időben, míg 2009-re az utasszám körülbelül háromszorosa volt. Így Calgary utasonkénti tőkeköltsége jóval alacsonyabb volt, mint San Diegoé. Utasonkénti üzemeltetési költsége szintén alacsonyabb volt, mivel magasabb volt az utaslétszám. Egy tipikus C sorozatú jármű üzemeltetése óránként csak 163 dollár (2018-ban 199 dollárnak felelt meg), és mivel üzemóránként átlagosan 600 utast használja, a Calgary Transit becslései szerint az LRT üzemeltetési költsége menetenként csak 27 cent, a buszonkénti 1,50 dollárral szemben.
Az autóbuszokhoz képest a költségek alacsonyabbak lehetnek az alacsonyabb munkaerőköltségek, az alacsonyabb pályahasználati díj, és a magasabb kihasználtság miatt (a megfigyelések azt mutatják, hogy a light rail több utast vonz, mint egy hasonló autóbuszjárat[forrás?]) és a magasabb átlagsebesség miatt (ezzel is csökkentve a szükséges járművek számát ugyanolyan szolgáltatási gyakoriság mellett). Míg a light rail járművek megvásárlása drágább, ám hosszabb élettartamuk van, mint a buszoknak, ami néha alacsonyabb életciklus-költségeket jelent.

## Biztonság
Az Egyesült Államok Közlekedési Minisztériuma által közzétett, 505 oldalas Nemzeti Közlekedési Statisztikai jelentés adatainak elemzése azt mutatja, hogy a light rail-hoz köthető halálesetek száma meghaladja a motorkerékpárral történő utazás kivételével az összes többi szállítási módot (31,5 haláleset / 100 millió mérföld).
Az Egyesült Államok Közlekedési Minisztériuma által közzétett Nemzeti Közlekedési Statisztikai jelentése azonban azt is kimondja, hogy "Óvatosan kell eljárni a halálesetek összehasonlításában az egyes közlekedési módok között, mert jelentősen eltérő definíciókat használnak. Különösen a vasút- és a tranzit okozta halálesetek közé tartoznak az eseményekhez kapcsolódó (a balesetektől eltérően) halálesetek, például a tranzitállomásokon bekövetkezett elesések vagy a vasúti alkalmazottak halála egy műhelyben történt tűz miatt. A légi- és az közúti közlekedés során történt egyenértékű haláleseteket (a repülőtereken bekövetkezett haláleseteket nem mozgó repülőgépek vagy az autójavító műhelyekben bekövetkezett balesetek okozta haláleseteket) nem számolják az ilyen összesítésekben. Így a tranzit- és a vasúti közlekedési módoknál számításba veszik azokat a haláleseteket, amelyek nem feltétlenül kapcsolódnak közvetlenül a szolgáltatói szállításhoz.